# Aufsichtskommission des Finanzsektors
Die Aufsichtskommission des Finanzsektors (französisch Commission de Surveillance du Secteur Financier (CSSF)) ist die Finanzaufsicht in Luxemburg. Die CSSF ist das luxemburgische Gegenstück zur deutschen Bundesanstalt für Finanzdienstleistungsaufsicht. Die CSSF ist verantwortlich für die Beaufsichtigung von Kreditinstituten, Experten des Finanzsektors, Kapitalanlagegesellschaften, Pensionsfonds, reguliert Wertpapiermärkte und ihre Betreiber, multilaterale Handelssysteme und Zahlungsinstitute. Die CSSF ist auch die zuständige Behörde für die öffentliche Abschlussprüferaufsicht.

## Geschichte und Status der CSSF
Die CSSF übernahm die Aufgabe der Bankenaufsicht des Institut Monétaire Luxembourgeois (IML), welches am 1. Juni 1998 in der Luxemburger Zentralbank aufging, wie auch die Aufgabe der Börsenaufsicht des ehemaligen Commissariat aux Bourses.

## Die Aufgaben der CSSF

### Leitbild
Die Aufsichtskommission des Finanzsektors (CSSF) führt ihren Auftrag als Aufsichtsbehörde mit dem Ziel durch, die Solidität und Stabilität des Finanzsektors sicherzustellen. Dies erfolgt ausschließlich im öffentlichen Interesse. Im Rahmen ihrer Befugnisse kontrolliert die CSSF, dass die zugelassenen Unternehmen und Emittenten die auf sie anwendbaren Rechtsvorschriften einhalten, einschließlich der Rechtsvorschriften zum Verbraucherschutz im Finanzsektor und zur Verhinderung von Geldwäsche oder Terrorismusfinanzierung im Finanzsektor. Die CSSF vertritt die luxemburgische Aufsicht auf internationaler und europäischer Ebene.
Bei der Verwirklichung ihrer Ziele verfolgt die CSSF einen aufsichtsrechtlichen Ansatz in Übereinstimmung mit internationalen Standards und unter Berücksichtigung des Verhältnismäßigkeitsgrundsatzes, welcher mit Professionalität zur Gewährleistung einer unabhängigen, zukunftsorientierten und risikobasierten Überwachung umgesetzt wird.
Die CSSF ist transparent und fördert einen effizienten Austausch mit den Stakeholders des Finanzsektors unter Berücksichtigung der Anforderungen des Berufsgeheimnisses. Sie misst der Integrität und Verantwortung größte Bedeutung bei und versucht, mit Engagement und Anpassungsfähigkeit ihre Ziele zu erreichen. Die CSSF verpflichtet sich, eine ordnungsgemäße Verwaltung zu gewährleisten und ihre Aufgaben in effizienter Weise zu erfüllen. Dies erfolgt im Hinblick auf eine konstruktive Zusammenarbeit sowohl innerhalb der CSSF als auch auf nationaler, europäischer und internationaler Ebene.

### Zuständigkeitsbereich
Der Zuständigkeitsbereich der CSSF beinhaltet die prudentielle Aufsicht:
- der Banken,
- der Wertpapierfirmen,
- der Gewerbetreibender des Finanzsektors,
- der Unterstützender Gewerbetreibender des Finanzsektors,
- der anderen Finanzdienstleister insbesondere auch der Investmentgesellschaften,
- der Investmentfonds,
- der Managementgesellschaften von Investmentfonds,
- der Pensionsfonds,
- der Verbriefungsgesellschaften die regelmäßig Finanzinstrumente für die Öffentlichkeit auflegen,
- der Risikokapitalgesellschaften,
- der Zahlungsinstitute,
- der E-Geld-Institute.

Die CSSF ist auch zuständig für die Aufsicht der Märkte für Finanzinstrumente und deren Betreiber.
Seit November 2010 ist die CSSF zuständig für die öffentliche Abschlussprüferaufsicht. In dieser Hinsicht ist die CSSF somit verantwortlich für die Gewährung der beruflichen Qualifikation des „Réviseur d'Entreprises“ (Revisionsstelle) und „cabinet de Revision“ (Prüfgesellschaft), für die Zulassung und Registrierung von Abschlussprüfern und Prüfungsgesellschaften. Die CSSF ist auch verantwortlich für die Einführung von Prüfungsstandards und Standards zur Berufsethik und internen Qualitätskontrolle der zugelassenen Prüfungsgesellschaften und für die Weiterbildung.
Außerdem überwacht die CSSF die Einhaltung der Vorschriften bezüglich der Prävention von Geldwäsche und Terrorismusfinanzierung aller ihrer Aufsicht unterliegenden Personen und Gesellschaften.
Die CSSF ist zuständig für den Schutz des Verbrauchers im Finanzbereich sowie die Förderung des Allgemeinwissens bezüglich Produkte und Dienstleistungen aus dem Finanzbereich. 
Über ihre Schlichtungsstelle unterstützt die CSSF bei der außergerichtlichen Beilegung von Verbraucherbeschwerden im Finanzdienstleistungsbereich. Hierzu ist sie Mitglied im Europäischen Netzwerk der Schlichtungsstellen für Finanzdienstleistungen als europaweitem Netz von Organisationen zur außergerichtlichen Beilegung von Verbraucherbeschwerden im Finanzdienstleistungsbereich.

### Aufgabenbereich
Die Überwachung durch die CSSF erfolgt nicht um die Interessen der Finanzdienstleister, deren Kunden oder Dritter zu wahren, sondern erfolgt ausschließlich im öffentlichen Interesse.
- In diesem Rahmen wacht die CSSF über die Einhaltung der Gesetze und Verordnungen bezüglich des Finanzplatzes durch die Personen, die ihrer Überwachung unterliegen.
- Die CSSF stellt ein Gutachten bezüglich jeder Person aus, die sich in Luxemburg niederlassen will, um Finanzgeschäfte zu betreiben und achtet streng auf die Einhaltung aller Zulassungskriterien.
- Die CSSF erteilt selbst die Zulassung für Investmentfonds, Managementgesellschaften von Investmentfonds, Risikokapitalgesellschaften, Verbriefungsgesellschaften und Pensionsfonds.

Neben der Zulassung und der Aufsicht der Finanzunternehmen hat die CSSF auch eine pro aktive Rolle und das Gesetz überträgt der CSSF folgende Zusatzaufgaben:
- Die Koordination der Ausführung der Regierungsinitiativen und Maßnahmen zur Expansion der Aktivitäten auf dem Finanzplatz Luxemburg.
- Die Unterbreitung von Vorschlägen um das rechtliche Umfeld des Finanzplatzes zu verbessern.
- Die Analyse von allen Fragen bezüglich Finanzaktivitäten die der Finanzminister an die CSSF richtet.
- Fast alle Texte betreffend die Finanzaufsicht werden auf EU-Ebene entschieden. Von großer Bedeutung ist daher die Teilnahme der CSSF an den Verhandlungen bezüglich Finanzfragen auf europäischer und internationaler Ebene sowie bei der späteren Implementierung der EU-Texte in nationales Recht.

### Aufsicht
Die CSSF Aufsicht von Unternehmen des Finanzsektors zielt auf die folgenden Punkte:
- Förderung einer überlegten und umsichtigen Geschäftspolitik in Übereinstimmung mit den regulatorischen Anforderungen
- Schutz der finanziellen Stabilität der beaufsichtigten Unternehmen und dem Finanzsektor als Ganzes
- Überwachung der Qualität der Organisation und internen Kontrollsysteme
- Stärkung der Qualität des Risikomanagements

Die CSSF überwacht alle finanziellen Aktivitäten in Luxemburg, welche die Genehmigung des zuständigen Ministers für die CSSF erfordern. Sie handelt ausschließlich im Interesse der Allgemeinheit, sorgt dafür, dass die Gesetze und Verordnungen im Finanzsektor durchgesetzt und eingehalten werden und dass internationale Abkommen und EU-Richtlinien in den Bereichen unter ihrer Verantwortung umgesetzt werden. Die CSSF ist befugt, sich alle erforderlichen Informationen zu verschaffen, um ihre Aufgaben der Aufsicht von Unternehmen zu erfüllen. Die CSSF übernimmt auf Gemeinschaftsebene und internationaler Ebene Verhandlungen über den Finanzsektor und koordiniert die Umsetzung der staatlichen Initiativen und Maßnahmen über einen geordneten Ausbau der Aktivitäten des Finanzsektors.

## Struktur der CSSF
Die CSSF verfügt über zwei Führungsorgane, den Rat und den Vorstand.
Der Rat der CSSF besteht aus 7 Mitgliedern, davon drei Vertreter aus der Industrie. Der Rat genehmigt die Jahresbilanz, bestimmt den Haushalt sowie die generelle Politik der CSSF. Der Rat darf aber nicht in den Bereich der Aufsicht eingreifen.
Der Vorstand ist das höchste Exekutivorgan der CSSF. Es besteht aus einem Generaldirektor und 4 Direktoren, die alle notwendigen Entscheidungen zur Erfüllung des Auftrages der CSSF treffen. Die eigentliche Aufsicht erfolgt durch die spezialisierten Abteilungen die jeweils für eine bestimmte Unternehmenskategorie zuständig sind.
Bei der Reglementierung legt die CSSF großen Wert darauf die Meinung der Betroffenen zu kennen. Daher gibt es zu bestimmten Themenbereichen Beratungsgremien, in denen auch die Industrie und Verbraucherschutzorganisationen vertreten sind.
Neben dem Vorstand besteht die CSSF aus den Abteilungen:
- Vorstand Sekretariat
- Generalsekretariat
- PFS-Anwendungsberatung und -regulierung
- Rechtsabteilung
- Inspektion vor Ort
- Öffentliche Abschlussprüferaufsicht
- Accounting, auditing and transparency
- OGA Abteilungen
- Aufsicht über spezialisierte PFS
- Bankenaufsicht
- Single Supervisory Mechanism (SSM)
- Schutz der Einleger und Investoren
- Aufsicht über Wertpapiermärkte
- Beaufsichtigung von Wertpapierfirmen
- Innovation, Zahlungen, Marktinfrastrukturen und Governance
- Überwachung von Informationssystemen und Support PFS
- Abteilung Personal, Verwaltung und Finanzen
- Informationssysteme der CSSF (IT)
- Resolution